# Пудож (река, впадает в Онежское озеро)
Пудож — река в России, протекает по территории Пяльмского сельского поселения Пудожского района Республики Карелии. Длина реки — 14 км.

## Общие сведения
Река берёт начало на высоте выше 122 м над уровнем моря и далее течёт преимущественно в западном направлении.
Река в общей сложности имеет два малых притока суммарной длиной 3,0 км.
В нижнем течении Пудож протекает через посёлок Пудожгорский, затем пересекает трассу А119 («Вологда — Медвежьегорск — автомобильная дорога Р-21 „Кола“»).
Впадает на высоте 33,0 м над уровнем моря в Пудожгубу Онежского озера.
Код объекта в государственном водном реестре — 01040100612102000016065.